# غيل هاريس (ضابطة)
غيل هاريس (بالإنجليزية: Gail Harris)‏ هي ضابطة أمريكية، ولدت في 23 يونيو 1949 في إيست أورانج في الولايات المتحدة.